# Subdivisions du district autonome des Khantys-Mansis
 (juillet 2008).
Si vous disposez d'ouvrages ou d'articles de référence ou si vous connaissez des sites web de qualité traitant du thème abordé ici, merci de compléter l'article en donnant les références utiles à sa vérifiabilité et en les liant à la section « Notes et références ».
Cet article dresse une liste des subdivisions du district autonome des Khantys-Mansis, un sujet fédéral de Russie.

## Statistiques
En 2008, le district autonome des Khantys-Mansis était subdivisé en :
- 9 raïony (en russe : районы) ;
- 14 villes (города) sous la juridiction de la république.

Certains raïony comprenaient également des villes, des communes urbaines (посёлки городского типа) ou des selsoviets (сельсоветы) sous la juridiction d'autres subdivisions (raïony ou villes) ; on comptait 2 villes, 24 établissements de type urbain et 69 selsoviets de ce type.
En 2002, le district comptait 173 localités rurales (сельские населённые пункты) et 4 localités rurales inhabitées (сельские населённые пункты без населения).

## Subdivisions

### Raïons
1. Beloïarski (Белоярский)
2. Beriozovski (Берёзовский)

Raïons du district autonome des Khantys-Mansis.

3. Khanty-Mansiski (Ханты-Мансийский)
4. Kondinski (Кондинский)
5. Nefteïouganski (Нефтеюганский)
6. Nijnevartovski (Нижневартовский)
7. Oktiabrski (Октябрьский)
8. Sovetski (Советский)
9. Sourgoutski (Сургутский)

### Villes
Villes sous la juridiction de la république :
- Beloïarski (Белоярский)
- Khanty-Mansiïsk (Ханты-Мансийск, centre administratif)
- Kogalym (Когалым)
- Languepas (Лангепас)
- Meguion (Мегион)
- Nefteïougansk (Нефтеюганск)
- Nijnevartovsk (Нижневартовск)
- Niagan (Нягань)
- Ouraï (Урай)
- Pokatchi (Покачи)
- Pyt-Iakh (Пыть-Ях)
- Radoujny (Радужный)
- Sourgout (Сургут)
- Iougorsk (Югорск)

Villes sous la juridiction de raiony :
- Liantor (Лянтор, raion de Sourgoutski)
- Sovetski (Советский, raion de Sovetski)

### Communes urbaines
Communes urbaines sous la juridiction du raïon :
- Aguirich (Агириш, raïon de Sovetski)
- Andra (Андра, raïon d'Oktiabrski)
- Barsovo (Барсово, raïon de Sourgout)
- Bely Iar (Белый Яр, raïon de Sourgout)
- Beriozovo (Берёзово, raïon de Beriozovo)
- Fiodorovski (Фёдоровский, raïon de Sourgout)
- Igrim (Игрим, raïon de Beriozovo)
- Izloutchinsk (Излучинск, raïon de Nijnevartovsk)
- Kommounistitcheski (Коммунистический, raïon de Sovetski)
- Kondinskoïe (Кондинское, raïon de Kondinskoïe)
- Kouminski (Куминский, raïon de Kondinskoïe)
- Lougovoï (Луговой, raïon de Kondinskoïe)
- Malinovski (Малиновский, raïon de Sovetski)
- Mejdouretchenski (Междуреченский, raïon de Kondinskoïe)
- Mortka (Мортка, raïon de Kondinskoïe)
- Novoagansk (Новоаганск, raïon de Nijnevartovsk)
- Oktiabrskoïe (Октябрьское, raïon d'Oktiabrski)
- Pionerski (Пионерский, raïon de Sovetski)
- Poïkovski (Пойковский, raïon de Nefteïougansk])
- Priobe (Приобье, raïon d'Oktiabrski)
- Talinka (Талинка, raïon d'Oktiabrski)
- Taiojny (Таёжный, raïon de Sovetski)
- Zelenoborsk (Зеленоборск, raïon de Sovetski)

Commune urbaine sous la juridiction d'une ville :
- Vyssoki (Высокий, Meguion)

### Selsoviets
Les raiony suivants contiennent des selsoviets sous leur juridiction :
- Beloïarski (6 selsovets)
- Beriozovski (8 selsovets)
- Khanty-Mansiski-Mansiysky (14 selsovets)
- Kondinski (8 selsovets)
- Nefteïouganski (5 selsovets)
- Nijnevartovski (8 selsovets)
- Oktiabrski (10 selsovets)
- Sovetski (1 selsovet)
- Sourgoutski (9 selsovets)